# Marek Petrusewicz
Marek Petrusewicz (ur. 22 stycznia 1934 w Wilnie, zm. 8 października 1992 we Wrocławiu) – pływak Pafawagu Wrocław, wychowanek trenera Józefa Makowskiego. Specjalista w stylu klasycznym.

## Życiorys
Pierwszy polski rekordzista świata w pływaniu na 100 m stylem klasycznym. Pierwszy rekord świata ustanowił w dniu 18 października 1953 wynikiem 1:10.9 min., następny rekord na tym samym dystansie pobił 23 maja 1954 wynikiem 1:09.8 min na basenie nr 1 Miejskich Zakładów Kąpielowych we Wrocławiu. Pierwszy Polak, który wywalczył srebrny medal na Mistrzostwach Europy w Turynie w 1954 roku. Olimpijczyk z Helsinek (1952).
Po zakończeniu kariery, na skutek choroby Buergera przeszedł amputację prawej nogi. Losy Marka Petrusewicza posłużyły jako inspiracja filmu Filipa Bajona Rekord świata. Był również bohaterem reportażu radiowego Głębokie zanurzenie Krystyny Melion, który był pierwszym polskim reportażem nagrodzonym na festiwalu Premios Ondas w Barcelonie.
We wrześniu 1980 wstąpił do NSZZ Solidarność. Z ramienia Wojewódzkiej Federacji Sportu został członkiem Zarządu Regionu Dolnośląskiej Solidarności. Należał do najbardziej bezkompromisowego skrzydła Solidarności, blisko współpracował z Kornelem Morawieckim. 13 grudnia 1981 został pobity przez oddział ZOMO. Dwa tygodnie spędził we wrocławskim więzieniu, w nieogrzewanej celi, co przyczyniło się do dalszego rozwoju choroby.
Po dwóch latach stracił drugą nogę, a w 1986 doznał prawostronnego wylewu.
W 1990 zostały zorganizowane we Wrocławiu pierwsze zawody pływackie Puchar Marka Petrusewicza, które w 1992 przerodziły się w jego Memoriał. Pomysłodawcą zawodów był Witold Wasilewski z Fundacji HOBBIT we Wrocławiu. Od 1992 współorganizatorem został Grzegorz Widanka i klub MKS Juvenia Wrocław.
Jego pierwszą żoną w latach 1957–1962 była pływaczka Halina Dzikówna, z którą miał córkę Danutę, a drugą piosenkarka Joanna Rawik. W roku 2006 w kadrze narodowej Polski w pływaniu startował z sukcesami wnuk Marka Petrusewicza – Łukasz Wójt.